# Laura Süßemilch
Laura Süßemilch (ur. 23 lutego 1997 w Weingarten) – niemiecka kolarka szosowa i torowa, złota medalistka mistrzostw świata.

## Kariera
Pierwsze sukcesy w karierze osiągnęła w 2014 roku, kiedy zdobyła brązowy medal w wyścigu ze startu wspólnego juniorek na szosowych mistrzostwach Niemiec, a także złote w wyścigu punktowym i wyścigu na dochodzenie oraz srebrny w drużynowym wyścigu na dochodzenie na torowych mistrzostwach Niemiec. Na rozgrywanych trzy lata później torowych mistrzostwach Europy U-23 w Sangalhos zajęła trzecie miejsce w drużynowym wyścigu na dochodzenie, wynik ten powtarzając w 2018 i 2019 roku. Na torowych mistrzostwach Europy w Grenchen w 2021 roku zdobyła złoty medal w tej konkurencji, podobnie jak na mistrzostwach świata w Roubaix w tym samym roku.
Znalazła się w kadrze Niemiec na igrzyskach olimpijskich w Tokio w 2020 roku, gdzie została zgłoszona do startu w drużynowym wyścigu na dochodzenie, jednak ostatecznie nie wystartowała. 